# Взрывы в Лондоне (2005)

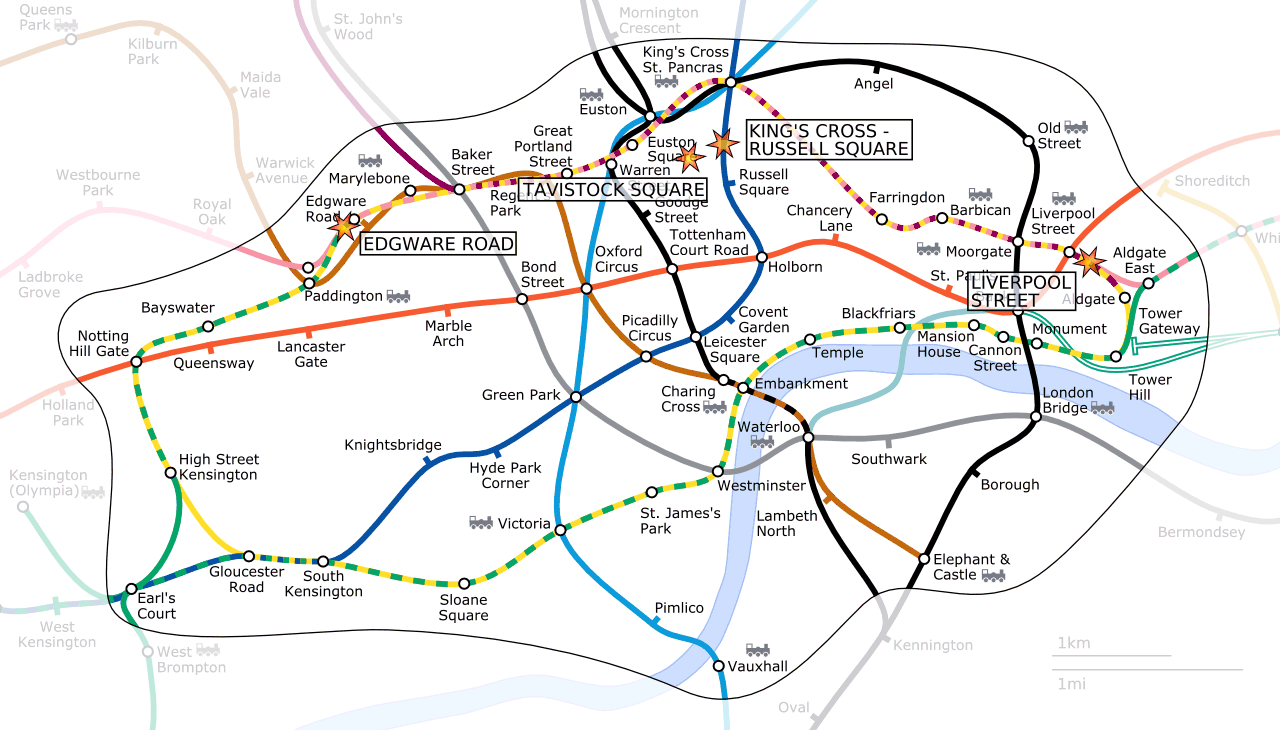
Места взрывов на схеме метро

Взрывы в Лондоне 2005 года (англ. 2005 London bombings) — серия террористических актов, произведённых в Лондоне исламскими фундаменталистами. Утром 7 июля в час пик террористы-смертники взорвали три самодельные бомбы в поездах Лондонского метрополитена и ещё одну в автобусе на площади Тависток; в результате погибли 52 человека и было ранено более 700. Спустя две недели, 21 июля, другая террористическая группа попыталась повторить теракты, также в метро и в автобусе, но на этот раз бомбы не взорвались.
Теракты связывали с Войной против терроризма, в которой в эти годы активно участвовала Великобритания, и с движением «Аль-Каида», организовавшим террористические акты 11 сентября 2001 года в США; тем не менее, большинство террористов были уроженцами Великобритании, и, согласно итогам официального расследования, готовили теракты своими силами.

## Теракт 7 июля 2005
В четверг 7 июля 2005 года в Лондоне в час пик произошло 4 скоординированных взрыва, осуществлённых исламскими террористами-смертниками. Три бомбы из четырёх взорвались незадолго до 8:50 утра в поездах Лондонского метрополитена, отъехавших от станции Кингс-Кросс Сент-Панкрас: одна на Кольцевой линии в поезде, подходящем к станции Паддингтон, одна на перегоне между станциями Ливерпуль-стрит и Олдгейт и третья — на поезде, двигавшемся в сторону станции Рассел-сквер, вскоре после отправления со станции Кингс-Кросс. Почти через час, в 9:47, четвёртый террорист взорвал себя в двухэтажном автобусе на площади Тависток, неподалёку от вокзала Кингс-Кросс. Кроме самих четверых террористов, погибло 52 человека, было ранено около 700. Террористический акт привёл к тому, что система общественного транспорта в Лондоне была парализована на сутки, до 8 июля. Также не работала мобильная связь.
Полиция установила личности террористов, в том числе с помощью записей с камер наружного наблюдения — это были британцы пакистанского происхождения Мохаммед Сидик Хан (30 лет), Хасиб Хуссейн (19 лет) и Шехзад Танвир (22 года), а также 19-летний уроженец Ямайки Джермен Линдси. Большой резонанс в обществе вызвал тот факт, что смертники были гражданами Соединённого Королевства. Более того, все они, кроме Линдси, родились и выросли в Великобритании, учились в британских школах. В сентябре 2005 года и июле 2006 года арабский телеканал «Аль-Джазира» показал видеообращения соответственно Хана и Танвира, записанные перед терактом; террористы обвиняли правительство Великобритании в агрессии против мусульман по всему миру и заявляли, что теракты будут продолжаться, пока британские войска не уйдут из Афганистана и Ирака.
В мае 2006 года британские власти опубликовали официальный отчёт о расследовании теракта; по данным Министерства внутренних дел, трое террористов пакистанского происхождения — Хан, Хусейн и Танвир — посещали Пакистан в 2003-2004 годах, где могли контактировать с представителями «Аль-Каиды». По версии следствия, теракты были подготовлены самими смертниками весной 2005 года; бомбы были собраны в одном из домов в Лидсе, и всё необходимое финансирование — порядка 8 тысяч фунтов стерлингов — производилось из собственных средств, в основном из взятых в банках кредитов.
Теракт 7 июля стал самым большим по числу жертв в истории Великобритании со времён взрыва самолёта над Локерби в декабре 1988 года (бомба на борту самолёта, 270 жертв) и самый большой по числу жертв взрыв в Лондоне со времён Второй мировой войны. Кроме того, это событие иногда считают первым терактом, осуществлённым смертниками в Западной Европе. Взрывы произошли в первый день саммита Большой восьмёрки, проходившего в Великобритании. Кроме того, накануне взрывов, 6 июля 2005 г. Лондон получил право на проведение Летних Олимпийских игр 2012. Ровно за четыре года до взрывов в городе Брадфорд имели место беспорядки на расовой почве.

## Сорванный теракт 21 июля
21 июля 2005 года, спустя 2 недели после первой серии терактов, в Лондоне произошла попытка террористического акта, также в метро и в автобусе. Бомбы были приведены в действие, запалы сработали, но ни одна из четырёх бомб не сдетонировала, а пятую один из террористов бросил, так и не приведя её в действие. Жертв не было. Подозреваемые террористы попытались скрыться, но все были арестованы и переданы правосудию. На другой день, 22 июля 2005 года, городской полицией Лондона на станции метро «Стокуэлл» по ошибке был убит бразильский гражданин Жан Шарль де Менезес, принятый за одного из террористов.